# St. Jakob (Burghausen)

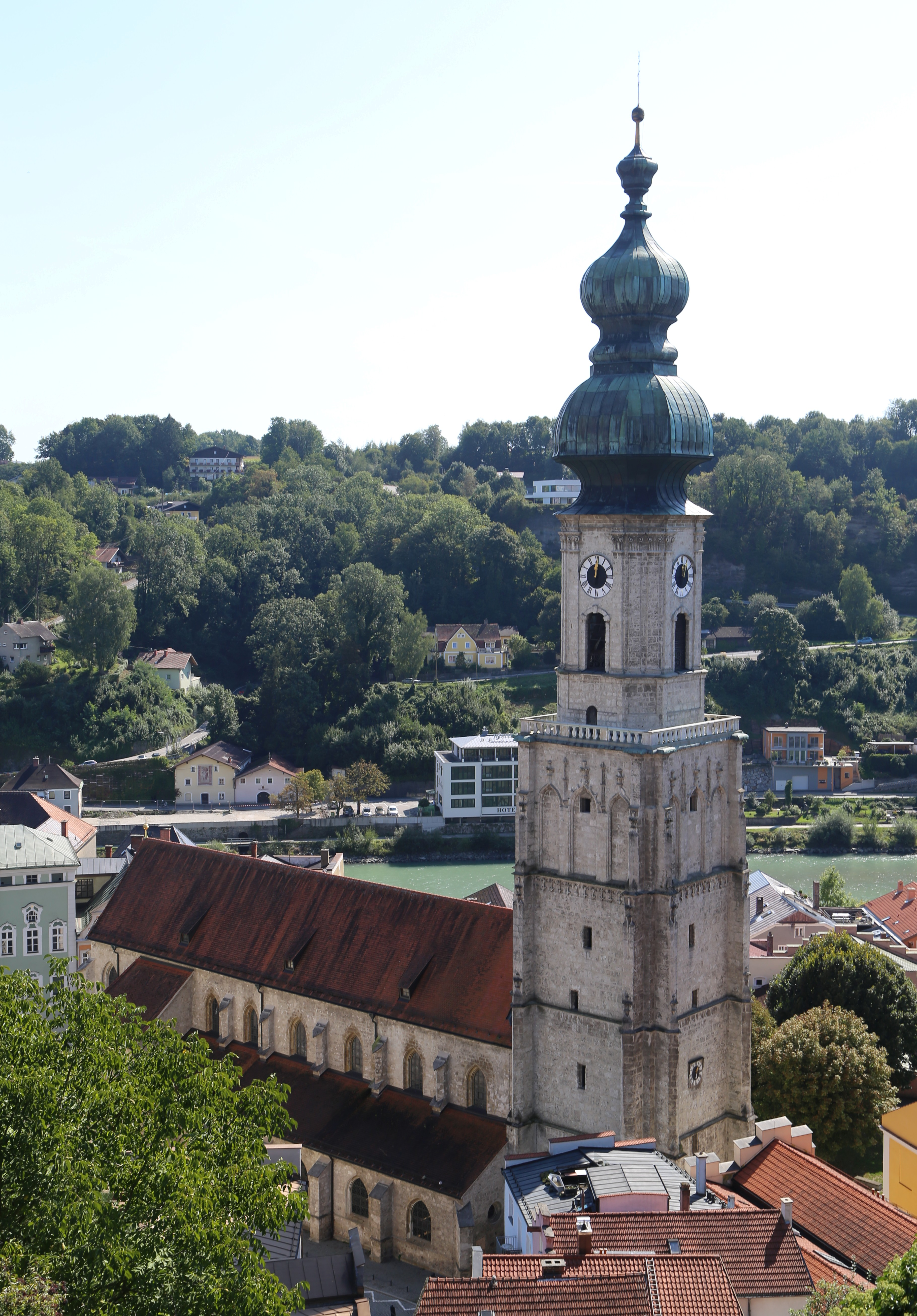
St. Jakob, Burghausen. Ansicht vom Burghang aus

Die römisch-katholische Pfarrkirche St. Jakob ist die größte Kirche Burghausens. Das Wahrzeichen der Kirche ist der mächtige und weithin sichtbare 79 m hohe graue Turm mit doppelt geschnürter barocker Zwiebel.
Sankt Jakob ist eine der Kirchen des Pfarrverbands Burghausen im Dekanat Altötting des Bistums Passau und ein bayerisches Baudenkmal.

## Geschichte

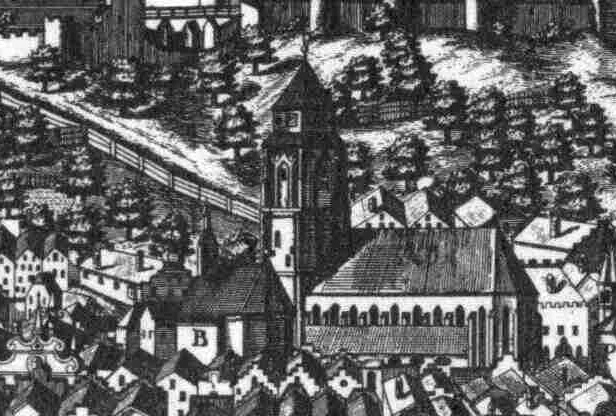
St. Jakob auf einem Stich von Michael Wening von 1699

Bereits im Frühmittelalter ist eine Taufkirche St. Johann Baptist bezeugt. Die romanische Vorgängerkirche an dieser Stelle wurde am 19. September 1140 zunächst als Filiale der Pfarrei Mehring geweiht. Sie verfügte über einen Hochaltar mit zwei Nebenaltären. Die Kirche brannte beim Stadtbrand 1353 fast vollständig ab. Noch im selben Jahr wurde mit einem Neubau begonnen; die Grundsteinlegung für den Turm mit quadratischer Grundfläche erfolgte am 17. Juli 1470. Der Bau ging bis zur heutigen Galerie. Darüber stand ein würfelförmiger Aufbau mit kleinerer Grundfläche. Im dritten Obergeschoss umlief ein Spitzbogenfries den Turm und das vierte Obergeschoss zeigte auf jeder Seite drei Kielbogenblenden mit Kreuzblumen.
Bei einem Stadtbrand 1504 brannten Kirche und Turm aus. Die wiederhergestellte Kirche wurde wenige Jahre später, 1511, geweiht. 1642 wurde eine Kanzel und 1675 ein Altar eingebaut. 1717 wurde die Kirche renoviert und von Josef Höpp aus Burghausen stuckiert.
In der Barockzeit wurden das Turmachteck (1721–1726) und die Zwiebelkuppel (1778–1781) aufgesetzt.
Am 29. Mai 1851 stürzte der südliche Teil des Kirchenschiffs ein. Die Wiederherstellung erfolgte 1853 bis 1855 nach Plänen des Architekten Franz Denzinger. 1855 wurde die barocke Ausstattung beseitigt und die Inneneinrichtung in neugotischem Stil erneuert. Die Kirche wurde innen 1969/70 und außen 1994/95 renoviert.
Während der verschiedenen Bauphasen ist unter anderem die  Tätigkeit der Baumeister Konrad und Oswald Pürkhel (1430–1450), Hans Wechselsberger (1477) und Hans Perger (1513) bezeugt.

## Baubeschreibung
St. Jakob ist ein unverputzter Tuffquaderbau. Es handelt sich um eine dreischiffige, querschifflose Basilika. Der Chor  zu drei Jochen und mit Dreichatelschluss ist gleichbreit mit  dem sechsjochigen Mittelschiff. Südlich findet sich ein Sakristeianbau und  nördlich am Chor die Mariahilfkapelle. Die Kapellen an den Längsseiten wurden 1853–1855 abgebrochen. Dadurch sind die Strebepfeiler außen sichtbar. Der ausspringende Westturm mit Spindeltreppen hat ein gewölbtes Erdgeschoss, welches nach Süden und Norden geöffnet ist. In den oberen Geschossen finden sich Bogenfriese und kielbogige Blendarkaden. Das oktogonale Turmobergeschoss wird von einer doppelten Zwiebelhaube bekrönt.
Die Gewölbe im Inneren wurden später erneuert.  Sie sind niedriger als  die Anlage des 14. Jahrhunderts. Die Langhausseite wurde samt Pfeilern neugotisch ersetzt.

## Ausstattung

### Hochaltar

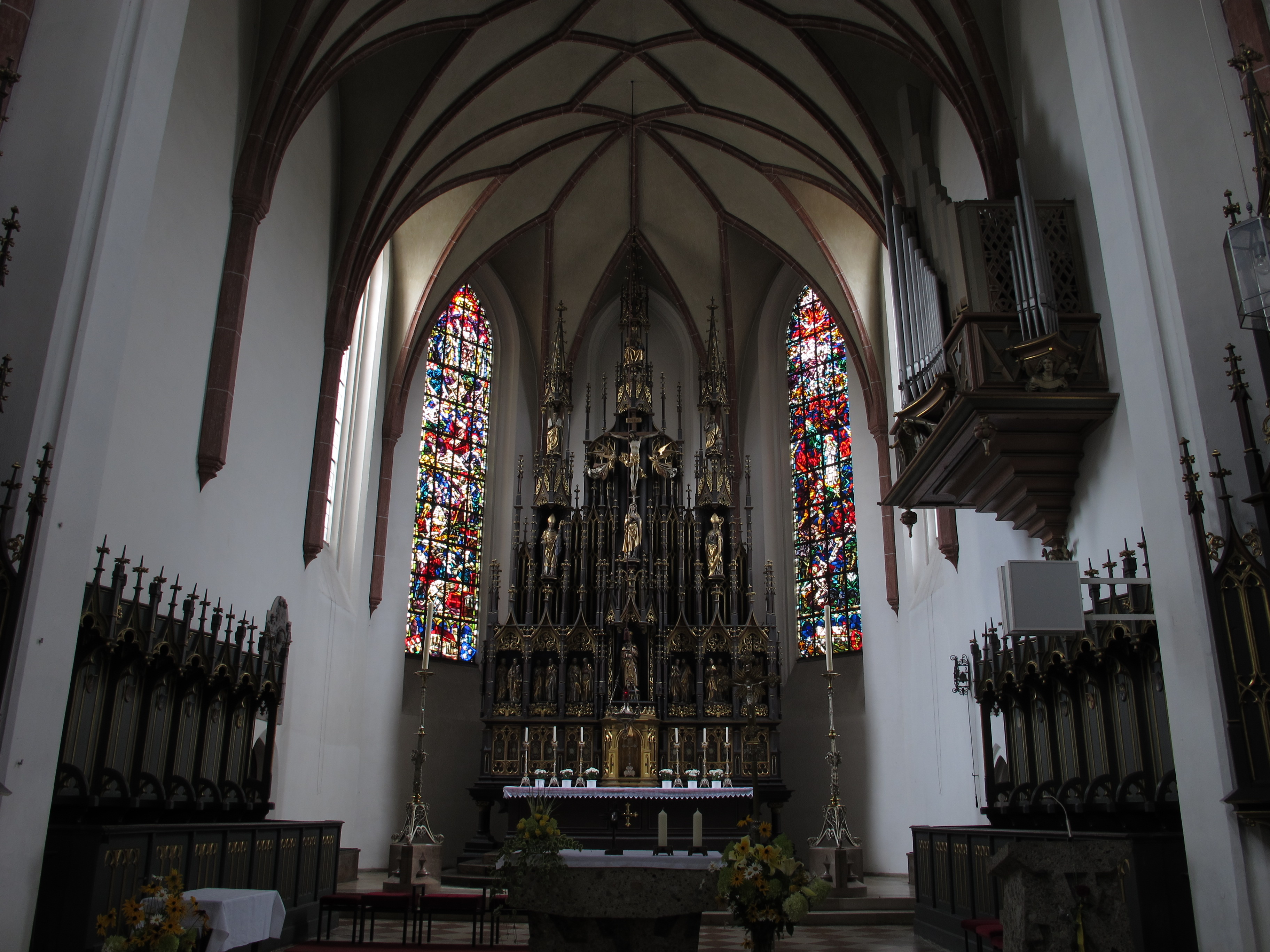
Altar

Im Tabernakel des neugotischen Hochaltars steht eine Figur des Kirchenpatrons mit den 12 Aposteln daneben. Weiter oben findet sich je eine Figur von Moses (links) und Abraham (rechts). Die zentrale Gruppe stellt die Dreifaltigkeit mit Gott Vater, Jesus Christus und Heiligem Geist dar. Am Kreuzstamm stehen Maria und etwas tiefer die Diözesanpatrone St. Maximilian und St. Valentin.

### Seitenaltäre
Im rechten Seitenaltar findet sich eine Figur des heiligen Sebastian von Johann Georg Lindt aus dem Jahr 1759.
Die Madonna auf der linken Seite wurde 1960 von Hans Frank aus Burghausen erstellt.

### Chorfenster
Am 2. März 1945 sind bei einem Bombenangriff die Fenster der Kirche zerstört worden. Die heutigen Chorfenster wurden 1948 nach einem Entwurf von Albert Figel von der Bayerischen Hofglasmalerei Gustav van Treek geschaffen. Links sind Stationen aus dem Leben des Kirchenpatrons dargestellt, rechts die „Geheime Offenbarung“ des Jakobusbruders Johannes.

### Seitenschiffe
Die Kreuzigungsgruppe im rechten Seitenschiff stammt etwa aus 1856. In dem Schrein darunter sind die Gebeine des hl. Anselm aufbewahrt, die 1725 von acht Burghauser Bürgern von Rom hierher gebracht wurden. Davor befinden sich der spätgotische Taufstein und ein Weihwasserbehälter von 1635.
Im linken Seitenschiff befindet sich ein barocker Marmoraltar. Die Altarplatte besteht aus dem ältesten erhaltenen Grabstein von 1330.

### Orgeln

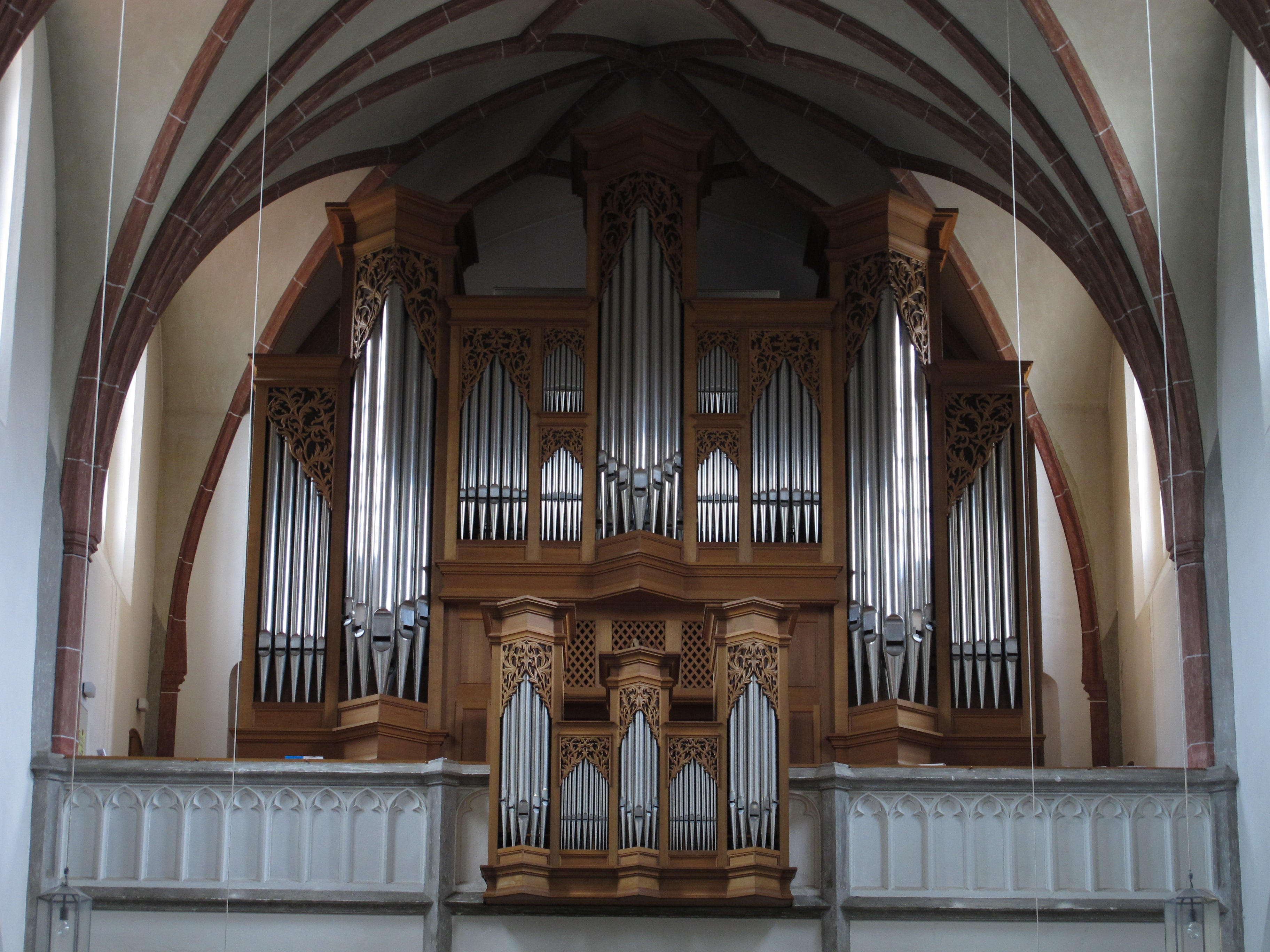
Orgel in St. Jakob

Die aktuelle Orgel wurde 1986 von Rieger Orgelbau gebaut. Sie hat 50 Register auf drei Manualen und Pedal. Sie ersetzte ein Instrument von Michael Weise aus Plattling aus den Jahren 1947/48 mit 51 Registern auf drei Manualen und Pedal. Durch schlechte Materialien der Nachkriegszeit und Wurmfraß war diese Orgel nicht sehr lange spielbar. Deren Vorgängerin wurde 1854 von Joseph Philipp Frosch (~1810–1869) aus München errichtet und wies 20 Register auf. Die Orgel davor war eine Barockorgel von 1717 von Johann Christoph Egedacher.
Die Disposition der Rieger-Orgel lautet:
| II Hauptwerk |           |
| Bourdon      | 16′       |
| Principal    | 8′        |
| Spitzflöte   | 8′        |
| Octav        | 4′        |
| Nachthorn    | 4′        |
| Quinte       | 2 ⁄3′     |
| Superoctav   | 2′        |
| Cornet V     | 8′ (ab f) |
| Mixtur IV    | 2′        |
| Cymbel III   | 2/3′      |
| Trompete     | 8′        |
| Chamade      | 8′        |
| Cimbelstern  |           |

| I Rückpositiv  |       |
| Holzgedackt    | 8′    |
| Quintade       | 8′    |
| Principal      | 4′    |
| Holzrohrflöte  | 4′    |
| Sesquialter II | 2 ⁄3′ |
| Octav          | 2′    |
| Holzblockflöte | 2′    |
| Larigot        | 1 ⁄3′ |
| Scharff IV     | 1′    |
| Krummhorn      | 8′    |
| Tremulant      |       |

| III Schwellwerk      |        |
| Viola major          | 16′    |
| Holzprincipal        | 8′     |
| Flûte harmonique     | 8′     |
| Gambe                | 8′     |
| Voix céleste         | 8′     |
| Prestant             | 4′     |
| Traversflöte         | 4′     |
| Salicet              | 4′     |
| Nazard               | 2 ⁄3′  |
| Waldflöte            | 2′     |
| Tierce               | 1 3⁄5′ |
| Sifflet              | 1′     |
| Plein-Jeu VI         | 2 ⁄3′  |
| Basson               | 16′    |
| Trompette harmonique | 8′     |
| Hautbois             | 8′     |
| Clairon harmonique   | 4′     |
| Glockenspiel         | c–d3   |
| Tremulant            |        |

| Pedal        |       |
| Bordunbass   | 32′   |
| Principal    | 16′   |
| Subbass      | 16′   |
| Octavbass    | 8′    |
| Gedacktbass  | 8′    |
| Choralbass   | 4′    |
| Rohrschelle  | 2′    |
| Rauschbass V | 2 ⁄3′ |
| Bombarde     | 16′   |
| Posaune      | 8′    |
| Zinke        | 4′    |

- Koppeln: I/II, III/II, III/I, I/P, II/P, III/P
- Spielhilfen: elektronische Setzeranlage: 192 Generalsetzerkombinationen, 64 geteilte Setzerkombinationen pro Werk, Crescendotritt (vier freie Einstellmöglichkeiten auf je 30 Ebenen)
- Anmerkungen: Schleiflade,  vollmechanisch

Für den Einsatz in Gottesdiensten anderer Kirchen der Pfarrgemeinde und für den Einsatz bei geistlichen Konzerten wurde 1986 noch eine Truhenorgel, ebenfalls von Orgelbau Rieger, angeschafft. Sie hat folgende Register: Holzgedackt 8′, Rohrflöte 4′, Principal 2′, Quinte 1 1⁄3′.

## Glocken
St. Jakob hat ein historisch überaus wertvolles, vollständig über alle Kriege hinweg erhaltenes, fünfstimmiges Glockengeläut aus Bronze, ähnlich St. Jakob in Wasserburg a. Inn.
| Glocke | Name                           | Gussjahr | Gießer, Gussort                 | Gewicht | Schlagton |
| ------ | ------------------------------ | -------- | ------------------------------- | ------- | --------- |
| 1      | Friedens- oder Feuerglocke     | 1505     | Wolfgang Fleczinger, Burghausen | 2350 kg | d1        |
| 2      | Rosenkranz- oder Litaneiglocke | 1723     | Langenegger und Ernst, München  | 1390 kg | e1        |
| 3      | Zwölfuhrglocke                 | 1506     | Wolfgang Fleczinger, Burghausen | 1230 kg | g1        |
| 4      | Christlehrglocke               | 1506     | Wolfgang Fleczinger, Burghausen | 660 kg  | h1        |
| 5      | Speisglocke                    | 1755     | Josef Sallöckh, Braunau am Inn  | 270 kg  | c2        |
| 6      | Josephs- oder Sterbeglocke     | 1954     | Rudolf Perner, Passau           | 190 kg  | a2        |

## Außenwände

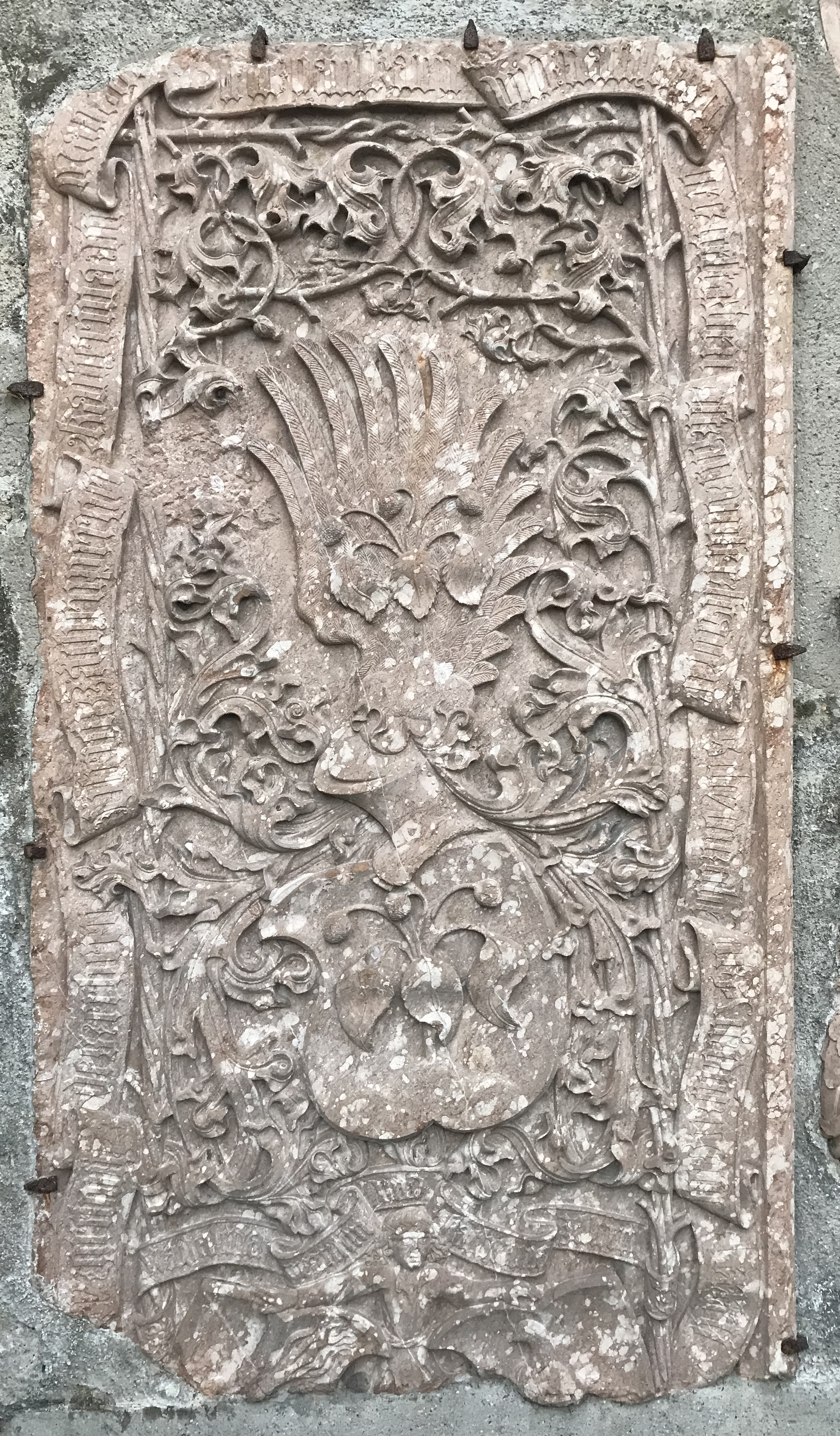
Epitaph an der Chor-Außenwand für Ulrich Zächenperger († 1492) und seine beiden Gemahlinnen Magdalena Prant und Katharina Zeller von Franz Sickinger.

An den Außenwänden der Kirche sind innen und außen zahlreiche Grabsteine aus dem 15. bis 18. Jahrhundert angebracht, welche als besonders kostbar gelten. Die Grabsteine von Sigismund von Thumberg († 1658) und Sebastian Pittersberger († 1653) stammen von Martin Zürn. Die der Maria Anna von Heppenstein († 1766) und Maria Anna Theresa von Manner († 1768) sind Arbeiten von Johann Georg Lindt. Die Epitaphe für den Kaplan Johannes Perger († 1488), für Michael Treiber († 1481) und seine Ehefrau Dorothea, sowie für den Bürgermeister Ulrich Zächenperger († 14. August 1492) und seine beiden Gemahlinnen Magdalena geb. Prant und Katharina geb. Zeller sind von Franz Sickinger. Letzteres Epitaph ist von besonders hohem künstlerischem Wert:

„Man kann sich kaum einen schöneren Wappengrabstein zwischen Isar und Salzach als diesen Zächenperger-Grabstein zu Burghausen denken.“

An der Ostseite findet sich eine Ölberggruppe. Die Holzfiguren sind aus der Werkstätte von Johann Jakob Schnabl. Die Malereien aus dem Jahr 1796 stammten ursprünglich von Johann Nepomuk della Croce, wurden aber 1948 von Otto Rückert nach dem historischen Vorbild neu geschaffen.

## Kirchplatz
Der Platz um die Kirche war in früherer Zeit vermutlich ein Marktplatz. 1335 wurde ein Friedhof bei der Kirche erstmals urkundlich erwähnt, auf dem bis 1804 Bestattungen stattfanden. 1402 bis 1804 stand auf dem Kirchplatz parallel zur Kirche eine Kapelle. 1855 wurde eine Mariensäule aus Untersberger Marmor mit einer gusseisernen Statue errichtet.
Gegenüber dem Turm, in der Messerzeile 16, findet sich der Pfarrhof mit Pfarrmesnerhaus (Messerzeile 17) sowie dem Chorregenten- und Kaplanhaus in der Messerzeile 18.

## Trivia
Am Mittwoch, den 10. September 1856 spielte Anton Bruckner auf der damals neuen Orgel der Jakobskirche. Bruckner war dabei als Leiter der Liedertafel Frohsinn per Schiff von Salzburg nach Linz unterwegs. Die Gesellschaft ging zu Mittag in Burghausen an Land, wo sie von der Burghauser Stadtmusik empfangen wurde.
Der Turm der Kirche war 1983 Drehort der Schlussszene für den Fernsehfilm Der Sandmann nach der Erzählung von E. T. A. Hoffmann mit dem späteren Oscar-Preisträger Christoph Waltz in der Hauptrolle.